# 心筋炎
心筋炎（しんきんえん、英: myocarditis）は、感染症、中毒あるいは原因不明の心筋の炎症性変化。無症状のものから発熱、頻脈、呼吸困難などの臨床症状を示すものまである。特に急性心筋炎 (acute myocarditis) は、特異的所見に乏しい上に急性の転帰をたどることから、臨床上重要である。大動脈解離やクモ膜下出血、急性喉頭蓋炎などとともに診断に苦慮する疾患のひとつとされている。

## 原因
ヒト
細菌、ウイルス、クラミジア、マイコプラズマ、真菌、寄生虫などの感染によって発症する例が多く、なかでもピコルナウイルス科のコクサッキーB群ウイルスが心筋炎の原因になりやすいと言われている。ヒト免疫不全ウイルス (HIV) 感染症やC型肝炎ウイルスの感染も心筋炎発症の原因となる。また、サルコイドーシス、膠原病、川崎病といった疾患や、ワクチンを含む薬物、放射線、熱射病なども原因となる場合がある。
SARSコロナウイルスやSARSコロナウイルス2などのコロナウイルスは、臓器の細胞表面にあるACE2受容体に結合して細胞内に侵入する。ウイルスに感染した細胞には大量の免疫細胞が集まるが、免疫細胞の活動によって心筋内で炎症が発生する。2002年から2004年のSARS流行期に行われた研究では、カナダのトロント地域において、SARSにより死亡した患者の35％の心臓からSARSウイルスのRNAが検出された。加えて、SARS罹患者の心臓では、健常者と比較してACE2受容体の発現が増加していることが認められた。
2020年以降世界的に感染が拡大したCOVID-19においては心筋炎を合併するケースも見られるが、これはウイルスに対して免疫が過剰に反応するサイトカインストームが発生し、心筋に炎症を起こすためであると考えられている。また、COVID-19ワクチンの接種によって心筋炎や心膜炎を発症するケースもあるが、多くの場合は軽症で早期に改善しており、日本循環器学会もワクチン接種の利益は接種後の心筋炎・心膜炎のリスクを上回るという声明を発表している。
犬
心筋炎の原因となるもののうち、感染性のものとしては、ウイルスとしてコクサッキーB群ウイルス（最多）、脳心筋炎ウイルス、犬パルボウイルス、口蹄疫ウイルス、犬ジステンパーウイルス、ヘルペスウイルス、オーエスキー病ウイルス、豚生殖器呼吸器症候群ウイルス、悪性カタル熱ウイルス、ブルータングウイルスなど、細菌としてListeria monocytogenes、Actinobacillus equuli、Haemophilis somnusなど、原虫としてトキソプラズマ、トリパノソーマなどがある。

## 分類
心筋炎は、組織学的観点から4つに大別される。このうち、リンパ球性心筋炎は主にウイルス感染を原因とすることが多く、他の3つは心毒性物質、薬物アレルギー、自己免疫、全身性疾患などに伴って発症することが多い。
リンパ球性心筋炎は、心筋組織にT細胞やB細胞などのリンパ球やマクロファージなどの浸潤を認める。
好酸球性心筋炎は、心筋に浸潤した好酸球の顆粒中に含まれている好酸球カチオン性タンパク質 (ECP) や、主要塩基性タンパク質（MBP）などの細胞毒性物質により生じる。放射状の好酸球浸潤や脱顆粒、心筋細胞の破壊、および浸潤炎症細胞に近接している心筋細胞の傷害を認める。
巨細胞性心筋炎は、多数の多核巨細胞が出現し、びまん性の心筋壊死が認められる致死的な心筋炎である。
肉芽腫性心筋炎は、心筋組織において肉芽腫の発生が見られる。

### 劇症型心筋炎
心筋炎の中でも、心臓の機能が極端にかつ急激に低下し、全身の循環が維持できなくなる心筋炎を「劇症型心筋炎」と呼ぶ。強心剤や人工呼吸でも循環を維持できず、人工心肺装置を装着して機能回復を待つこともある。

## 症状と所見
症状や所見は多様であるが、主に以下のようなものがある。無症状の場合もあれば、突然死に至るケースもある。
- 息切れ（70％に見られる）
- 胸痛（30％に見られる）
- 動悸
- 疲労感
- めまい・失神
- 足のむくみ
- 発熱
- 心膜摩擦音（心膜炎を合併した場合）
- 不整脈

また、ウイルス性の心筋炎では、前駆症状として悪寒・発熱・頭痛などの感冒様症状 (かぜ症候群）が発症の1～2週間前に見られることがしばしばある。また、吐き気や下痢などの消化器症状を呈することもある。

## 診断
上述のとおり、心筋炎は特徴的な所見に乏しい疾患であるが、かろうじて特徴を見いだせるのが心電図である。心筋炎の急性期には、ほとんどの症例で完全房室ブロック（II、III度）、陰性T波、ST変化、心室性期外収縮 (PVC) などの異常が見られる。また、これらに比べると稀ではあるが、心室頻拍 (VT) 、異常Q波、心房細動 (AF) などが見られることもある。非特異的ST変化はほぼ全例に認められる。R波減衰、異常Q波は、ほぼ半数に認められる。
また、心筋細胞の障害をきたすことから、一般生化学検査においては心筋逸脱酵素（CPK, AST, LDH）が上昇する。トロポニンTは迅速診断キットがあり、早期から異常を呈し、心筋特異的物質であることから、診断に特に有用である。BNP、NT-proBNPは心機能の把握に有用である。
心エコーでは、軽度の内腔拡大と心膜液貯留のほか、左室の壁運動低下と駆出率の著明な低下、壁肥厚などが認められる。

## 治療
現在はそれぞれのウイルスに対しては抗ウイルス薬を投与する他には、対症療法（PCPSや利尿剤など）とステロイド系抗炎症薬・γグロブリン投与しか選択肢がない状況である。

### 薬物治療
ウイルス性心筋炎に関しては特効薬が無いため、心不全や不整脈に対する治療を行い、回復を待つことが多い。軽度であれば様子を見るが、心不全の程度が強い場合は強心剤や利尿剤を使用する。また、アデノシンやカルベジロールなどの抗不整脈薬を使うこともある。

### 人工心肺装置の使用
薬物療法だけでは十分心機能が回復せず、体内循環を保つことが難しい重度の心筋炎や、急激に症状が悪化する劇症型心筋炎では、人工心肺装置が用いられることがある。大動脈内バルーンパンピングのような心室補助装置のほか、心停止を起こすほど重症である場合は体外式膜型人工肺（ECMO）が用いられる。
劇症型心筋炎であっても数日から1週間程度で回復することが多いが、それでも回復しない場合の治療法のひとつとして心臓移植がある。その場合、人工心肺装置を移植までのつなぎ療法として用いることもある。

## 疫学
心筋炎の正確な発生率は、多くの症例が何の症状も伴わないため、不明である。しかし、一連のルーチンの剖検では、全患者の1-9％が心筋の炎症の証拠を有していた。心筋炎の有病率は、年間10万人あたり約22例と推定されている。 
最も重症の亜型である劇症型心筋炎は、既知の心筋炎患者の最大2.5％に発生することが示されている。心筋炎のさまざまな原因を見ると、特に小児ではウイルス感染が最も一般的である。しかし、心筋炎は見落とされやすいため、その有病率はしばしば過小評価される。 ウイルス感染による心筋炎は、遺伝的宿主因子とウイルスに固有の病原性に大きく依存する。急性ウイルス感染で陽性となった場合、人口の1-5％が何らかの心筋炎を示すことが発見されている。ウイルス性心筋炎の顕著な例としてSARS-CoV-2ウイルスによるものがあり、COVID-19患者の約2-7％で心筋炎が見られた。
罹患した人口に関して、心筋炎は妊娠中の女性、小児、および免疫不全の患者でより一般的である。しかしながら、心筋炎は女性よりも男性の集団でより一般的であることが示されている。特に若い男性は、テストステロンの影響で女性や中高年層よりも発生率が高いという説もある。
HIV患者において、心筋炎は剖検時の最も一般的な心臓病理所見で、有病率は50%以上である。
心筋炎は若年成人の3番目に多い死因であり、世界的な累積発生率は毎年10万人あたり1.5例である。心筋炎は、40歳未満の成人、若年アスリート、アメリカ空軍新兵、スウェーデンのオリエンテーリングエリートなど様々な集団における心臓関連の突然死の約20%を占める。